# 织机洞遗址
织机洞遗址位于河南省荥阳市崔庙镇王宗店村北大路山北端西坡，为一原始洞穴。洞口宽13至16米，高4.8米，现存进深22米，面积约300平方米。
织机洞遗址于1984年文物普查时发现，1990年至1995年，郑州市文物考古研究所多次进行考古发掘，发掘出土石制品6,546件和大量古脊椎动物化石。织机洞遗址最厚处地层堆积厚达24米，分为23层，其中第21层为新石器时代文化堆积，第18层向下含有古脊椎动物化石和旧石器时代制品。根据专家考证和出土遗物遗迹推测，该洞上部为全新世中后期的新石器时代，中、下层为更新世中期前的旧石器时代，延续时间长，是中国第四纪洞穴沉积重要发现。